# Хакоах (футбольный клуб, Вена)
«Хакоах» (нем. Sportklub Hakoah Wien) — австрийский футбольный клуб, основанный в 1909 году еврейской общиной Вены. Чемпион Австрии 1925 года. В 1938 году был закрыт нацистами. После второй мировой войны клуб был восстановлен. Футбольная секция была закрыта в 1949 году. В 2008 году футбольная секция была восстановлена под именем «SC Maccabi» и выступает в низших австрийских лигах.

## История клуба

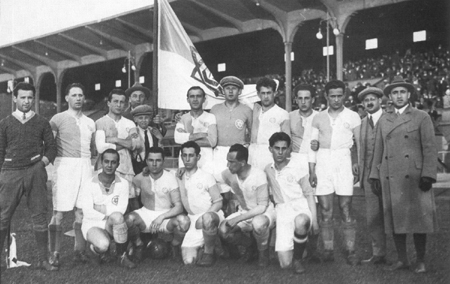
«Хакоах» Вена — чемпион Австрии 1925 года

Клуб был основан в 1909 году двумя австрийскими сионистами, опереточным либреттистом Фрицем Люннер-Бедой и врачом Игнацем Германом Кюрнером. Оба придерживались доктрины Макса Нордау «мускульный иудаизм» (нем. Muskeljudentum), поэтому дали клубу имя «Хакоах» («сила» на иврите). Первоначально в клубе действовали секции фехтования, футбола, хоккея на траве, борьбы, плавания и лёгкой атлетики. Футбольная команда начала выступления в четвёртом дивизионе австро-венгерской лиги.
После Первой мировой войны клуб в 1920 году впервые добился права играть в Высшей лиге Австрии. В тот же год команду покинул один из её основных игроков Шимон Лумик, который совершил алию в Палестину и стал играть за Маккаби (Тель-Авив).
Команда пользовалась большой популярностью. Многие австрийские евреи приходили на стадион «O.A. Werte», чтобы увидеть ведущих игроков клуба Карла Дольдинга, братьев Арика и Курта Йонов, Якова Ноймана, Фикса Слуцкого, Норберта Каца и других, играющими против остальных команд австрийской лиги. Команда считалась самым популярным клубом в мире с 5 тысячами владельцев абонементов.
Команда была среди первых клубов в мире, начавших совершать турне по другим странам и континентам, в которых притягивала на трибуны тысячи местных евреев. Популярность клуба распространилась по всему свету, от США до России. Среди болельщиков клуба были многие известные люди того времени, например Франц Кафка.
5 сентября 1920 года команда провела свою первую игру в Высшей лиге Австрии, проиграв будущему бронзовому призёру «Рудольфшюгелю» со счётом 1:3. Сезон команда закончила на 4-й позиции, а уже в следующем сезоне завоевала серебряные медали, уступив победителю «Винер Шпорт-Клуб» всего 2 очка.
Сезон 1922 года команда начала под руководством нового тренера, англичанина Била Хантера. В команду приходили многие ведущие спортсмены еврейского происхождения. Среди них лучший защитник того времени, игрок сборной Венгрии, Бела Гуттманн.
В 1923 году команда провела в присутствии 60 тысяч зрителей выставочный матч против английского «Вест Хэм Юнайтед», закончившийся вничью, 1:1. Англичане договорились о проведении ответного мачта в Британии, на своём стадионе «Аптон Парк». Матч закончился сенсацией, «Хакоах» стал первой командой с континента, побеждающей английский клуб на территории Англии. Дубль Немаша и гол Геса привели к тому, что уже в первом тайме счёт был 3:0 в пользу австрийцев, а после перерыва оба эти футболиста забили ещё по мячу. Окончательный счёт 5:1 в пользу австрийской команды.
Сезон 1923 года был неудачным для команды, закончившей его на 7 месте, с отставанием в 12 очков от венского «Рапида». В клуб пришли много молодых игроков. Следующий сезон 1924 года команда стала 6-й.
Сезон 1925 года клуб играл в составе:

Вратари:
- Шандор Фабиан (19 матчей — 1 гол)
- Карл Дульдиг (1 матч)

Защитники:
- Макс Шойер (13 игр)
- Йозеф Грюнфельд (6 игр)
- Максимилиан Гольд (11 игр)
- Якоб Вегнер (11 игр — 1 гол)

Полузащитники
- Бела Гуттман (16 игр)
- Эгон Поллак (18 игр)
- Рихард Фрид (19 игр)

Нападающие:
- Шандор Немеш (18 игр — 5 голов)
- Эрнё Шварц (14 игр — 4 гола)
- Мозес Хойслер (20 игр — 8 голов)
- Йожеф Эйсенхоффер (17 игр — 7 голов)
- Норберт Кац (12 игр — 3 гола)
- Макс Грюнвальд (11 игр — 8 голов)
- Лайош Хесс (13 игр — 4 гола)
- Генрих Фусс (1 игра)

Тренером команды был Артур Баар.
За два тура до окончания чемпионата две команды, «Хакоах» и «Винер Аматёр», претендовали на титул. Незадолго до конца матча с «Винер Шпорт-Клуб», при счёте 2:2, вратарь «Хакоаха» Фабиан сломал руку. Так как замены в ходе матча тогда не позволялись, то он наложив на руку гипс, вернулся на поле, поменявшись в воротах с одним из нападающих. Через несколько минут после этого именно Фабиан забил победный мяч. Как оказалось впоследствии, этот гол также принёс «Хакоаху» чемпионский титул, поскольку в следующем туре «Винер Аматёр» потерпел поражение и лишился шансов на чемпионство.
За год до завоевания чемпионского титула команда впервые побывала в Палестине и Египте. В рамках турне они сыграли с «Маккаби (Тель-Авив)» и одержали победу 5:1. Через год, уже в ранге чемпионов Австрии, «Хакоах» опять побывали на Ближнем Востоке. На этот раз «Маккаби (Тель-Авив)» был бит с разгромным счётом 12:1. Через несколько месяцев после этого палестинская команда провела ответный матч в Вене, который проиграла со вполне приемным счётом 1:5.
В 1927 году «Хакоах» совершил большое турне по США. Сама поездка была успешной, но в Европу команда вернулась без 9 игроков основного состава, решивших остаться в стране, где не было антисемитизма. Ряд игроков команды присоединились к клубу «Хакоах (Нью-Йорк)», с которым выиграли в 1929 году Кубок США.
Без большинства игроков венская команда быстро потеряла позиции и в начале 1930-х годов даже вылетела на 1 сезон из Высшей лиги.
После прихода к власти в Германии нацистов и роста антисемитизма в самой Австрии, ряд игроков команды эмигрировали в Эрец-Исраэль. Поляк, Гес, Ойзел и Немеш присоединились к «Маккаби (Тель-Авив)», Фрид к хайфскому «Хапоэлю».
Перед самым аншлюсом в Палестину переехали также и руководители клуба, Артур Бах и Игнац Кюрнер, которые основали команду «Хакоах (Тель-Авив)» (сейчас «Хакоах Амидар (Рамат-Ган)»).
В марте 1938 года команда была исключена из чемпионата Австрии, а её имущество было передано арийским командам. Дочерний клуб «Хакоах (Грац)», выступавший в третьей лиге, в котором евреи составляли только половину игроков, вынужден был сменить имя и стал называться «Штурм (Грац)». Оставшиеся в Австрии игроки команды в большинстве погибли во время Холокоста. Чемпион Австрии, защитник Макс Шойер был уничтожен в газовой камере.
В 1945 году клуб был воссоздан, но футбольная секция была закрыта в 1949 году.
В 1982 году команда «Хакоах (Вена)» была включена в Международный еврейский спортивный зал славы.
В 2000 году еврейская община Вены выкупила землю в парке Пратер, ранее принадлежащую клубу, за 10 миллионов €. 11 марта 2008 года был возрождён футбольный клуб, выступающий в низших австрийских лигах под названием «SC Maccabi».

## Достижения
- Чемпион Австрии: 1924/1925
- Вице-чемпион Австрии: 1921/1922